# Бучиха (Бабушкінський район)
Бучи́ха (рос. Бучиха) — присілок у складі Бабушкінського району Вологодської області, Росія. Входить до складу Підболотного сільського поселення.

## Населення
Населення — 111 осіб (2010; 132 у 2002).
Національний склад (станом на 2002 рік):
- росіяни — 100 %